# Wright Flyer I
Wright Flyer (Kitty Hawk, ofte retrospektivt omtalt som Flyer I eller 1903 Flyer) var den første succesfulde tungere-end-luft motorfly. Det blev designet og bygget af Brødrene Wright, der fløj flyet fire gange den 17. december 1903 i nærheden af Kill Devil Hills i North Carolina, omkring 6 kilometer syd for Kitty Hawk i North Carolina.
I dag udstilles flyet ved National Air and Space Museum i Washington D.C. Den amerikanske Smithsonian Institution beskriver flyet som "den første motoriserede maskine tungere-end-luft, der opnåede kontrolleret og vedvarende flyvning med en pilot ombord." Wright Flyers flyvning markerer begyndelsen på luftfartens "pionertid".

## Referenceliste
1. ↑  "Exhibitions". 2016-04-28. Arkiveret fra originalen 25. december 2018. Hentet 3. september 2021.